# Mannosio
Il D-mannosio è un monosaccaride aldeidico/aldoso esoso destrogiro, si trova in certi batteri, funghi e piante e quasi mai è presente in natura come monosaccaride libero. È un epimero della molecola D-glucosio, presentando il gruppo ossidrilico in C2 in posizione "α".
Il mannosio è costituente, invece, di numerosi polisaccaridi semplici e complessi. Costituisce, ad esempio, la molecola base dei mannani, polisaccaridi di riserva di alcune specie di vegetali (esempio la palma) oppure, associato a galattosio (mannogalattani), per formare mucillagini gommose che proteggono i semi di alcune piante (esempio carruba), queste ultime trovano un larghissimo uso come stabilizzanti di prodotti alimentari quali i gelati, la maionese.

## Metabolismo del mannosio

D-mannosio e L-mannosio a catena aperta

Il mannosio introdotto con la dieta tramite polisaccaridi subisce l'azione di due enzimi per essere convertito in un intermedio della glicolisi:
- esochinasi: permette la sua fosforilazione, tramite utilizzo di ATP, al livello del C6 ottenendo mannosio-6-fosfato;
- fosfomannosio isomerasi: isomerizza il mannosio-6-fosfato in fruttosio-6-fosfato, che prende parte nella glicolisi.